# Abel Alier

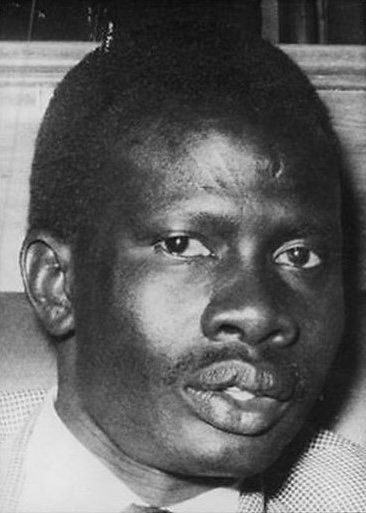
Abel Alier

Abel Alier Kwai Kut (Magaar, 1933) is een Zuid-Soedanees politicus en advocaat.
Alier werd geboren in een Dinka-dorp in het district Bor van de regio Opper-Nijl in het zuiden van het toenmalige Brits-Soedan. Hij studeerde rechten aan de universiteit van Khartoem en vervolgens ook aan de Yale-universiteit in de Verenigde Staten. Hij werkte als advocaat en werd in de jaren 1960 actief in de Soedanese politiek. Hij was een van de oprichters van de politieke partij Southern Front in 1964. Vanaf 1968 zetelde hij in het Soedanese parlement. In 1971 volgde hij de in ongenade gevallen Joseph Garang op als minister van Zuid-Soedanese Zaken en hij werd ook vicepremier. In die hoedanigheid voerde hij vredesonderhandelingen met het Zuid-Soedanese Bevrijdingsfront, geleid door Ezbon Monditi. Na de vredesovereenkomst gesloten in Addis Abeba op 27 maart 1972 werd Alier voorzitter van de uitvoerende raad van de Zuid-Soedanese autonome regio die zetelde in Juba. Hij oefende deze functie uit tot 1978 en hij was vicepremier van Soedan tot 1981.